# Phan Thiết
Phan Thiet es una ciudad de Vietnam, la capital de la provincia Binh Thuan, localizada en el delta del río Cai, en la zona central de Vietnam. Es la capital de la provincia con el mismo nombre y está situada 195 kilómetros al norte de la ciudad Ho Chi Minh. Abarca una superficie de unos 206 km²; y su población es de 350,000 habitantes (2011). Sus coordenadas son 10°56′60″N, 108°06′60″E, a unos 1500 kilómetros al sur de Hanói, 285 kilómetros al sur de Nha Trang. Limita con Ham Thuan Nam por el Oeste, el Mar de China del Sur en el este, Ham Thuan Bac el norte y con el condado de Ham Thuan Nam y el Mar de China en el sur.
La población en 2011 era de aproximadamente 350 000 habitantes. La población de Ca Mau incluye personas de etnia vietnamita, champa. 
En turismo, Phan Thiet tiene muchas atracciones para turismo interno e internacional.
- Datos: Q25315
- Multimedia: Phan Thiet / Q25315